# Oldřich Janovský
Oldřich Janovský (23. června 1920 Žižkov – 5. května 2006 Praha) byl český herec, rozhlasový hlasatel a dabér.

## Životopis
Byl hercem a hlasatelem československého rozhlasu. Hrál v Městském divadle v Karlových Varech a Divadle Oldřicha Stibora v Olomouci, poté v Jihočeském divadle v Českých Budějovicích (1953–1956). V roce 1956 se stal členem Divadla E. F. Buriana, kde hrál do roku 1984. Následně odešel do penze, ale pohostinsky vystupoval až do 90. let 20. století.
Oldřich Janovský zpočátku hrál i hlavní milovnické postavy, později vynikal v českém i světovém moderním a klasickém repertoáru. Nejvýraznější byl jeho hluboký a měkký hlas, proto i hojně pracoval pro rozhlas a dabing. K nejvýznamnějším rozhlasovým dílům, na kterých se Oldřich Janovský podílel, patří Bídníci, Cesta kolem světa z 80 dní, Tři mušketýři, z domácí tvorby pak například Věc Makropulos. Z dabingových děl stojí za zmínku Vinnetou, Nekonečný příběh, Angelika, Fantomas, Četník ve výslužbě a mnohé další filmy a seriály. V několika dabinzích také ukázal svoje vypravěčské schopnosti. Po revoluci se postupně odmlčel, ale do roku 1996 ještě objevoval v rozhlasu a dabingu. V roce 1994 získal cenu Senior Prix.
Jeho dcerou je Alexandra Novotná, kterou měl s herečkou Naďou Chmelařovou.